# Шебутинецька сільська рада
Шебутине́цька сільська́ ра́да — адміністративно-територіальна одиниця та орган місцевого самоврядування в Сокирянському районі Чернівецької області. Адміністративний центр — село Шебутинці.

## Загальні відомості
- Населення ради: 1 664 особи (станом на 2001 рік)

## Населені пункти
Сільській раді підпорядковані населені пункти:
- с. Шебутинці

## Склад ради
Рада складається з 16 депутатів та голови.
- Голова ради: Сумнєвич Леонід Васильович
- Секретар ради: Тимчук Олег Олексійович

### Керівний склад попередніх скликань
| Прізвище, ім'я, по батькові | Основні відомості                                                 | Дата обрання | Дата звільнення |
| --------------------------- | ----------------------------------------------------------------- | ------------ | --------------- |
| Сумнєвич Леонід Васильович  | Сільський голова, 1966 року народження, освіта вища, безпартійний | 26.03.2006   | 31.10.2010      |
| Сумнєвич Леонід Васильович  | Сільський голова, 1966 року народження, освіта вища, безпартійний | 31.10.2010   |                 |

Примітка: таблиця складена за даними сайту Верховної Ради України

### Депутати
За результатами місцевих виборів 2010 року депутатами ради стали:

#### За суб'єктами висування
| Суб'єкт висування                                       | Кількість обраних депутатів | %  |
| ------------------------------------------------------- | --------------------------- | -- |
| Самовисування                                           | 12                          | 75 |
| Політична партія Всеукраїнське об'єднання «Батьківщина» | 4                           | 25 |

#### За округами
| № округу                                                | Прізвище, ім'я, по батькові  | Дата визнання обраним | Освіта  | Партійна приналежність                        | Відомості про обраного депутата                                            |
| ------------------------------------------------------- | ---------------------------- | --------------------- | ------- | --------------------------------------------- | -------------------------------------------------------------------------- |
| Політична партія Всеукраїнське об'єднання «Батьківщина» |                              |                       |         |                                               |                                                                            |
| 3                                                       | Нагерняк Віктор Васильович   | 06.11.2010            | середня | позапартійний                                 | ВАТ «Укртелеком», слюсар                                                   |
| 6                                                       | Козак Віктор Петрович        | 06.11.2010            | вища    | позапартійний                                 | тимчасово не працює                                                        |
| 7                                                       | Горбан Леонід Георгійович    | 06.11.2010            | вища    | член Всеукраїнського об'єднання «Батьківщина» | тимчасово не працює                                                        |
| 14                                                      | Олійник Василь Андрійович    | 06.11.2010            | вища    | позапартійний                                 | пенсіонер                                                                  |
| Самовисування                                           |                              |                       |         |                                               |                                                                            |
| 1                                                       | Тимчук Олег Олексійович      | 06.11.2010            | вища    | член Народної партії                          | Шебутинецька сільська рада, секретар сільської ради                        |
| 2                                                       | Продан Альона Василівна      | 27.12.2010            | вища    | позапартійна                                  | Шебутинська загальноосвітня школа, вчитель                                 |
| 4                                                       | Лейберюк Галина Георгіївна   | 06.11.2010            | вища    | позапартійна                                  | Шебутинецька філія Ощадбанку, касир-контролер                              |
| 5                                                       | Полонка Олексій Олексійович  | 06.11.2010            | вища    | позапартійний                                 | Фірма «ЛТД-компані» м. Київ, водій                                         |
| 8                                                       | Бірюк Віктор Петрович        | 06.11.2010            | вища    | позапартійний                                 | Шебутинецький будинок народної творчості та дозвілля, художній керівник    |
| 9                                                       | Архилюк Раїса Василівна      | 06.11.2010            | вища    | позапартійна                                  | приватний підприємець                                                      |
| 10                                                      | Максимчук Василь Васильович  | 06.11.2010            | вища    | позапартійний                                 | Кулішівська амбулаторія загальної практики — сімейної медицини, стоматолог |
| 11                                                      | Кушнір Валентина Іванівна    | 06.11.2010            | вища    | позапартійна                                  | Шебутинецька сільська рада, касир-рахівник                                 |
| 12                                                      | Олійник Іван Іванович        | 06.11.2010            | вища    | позапартійний                                 | приватний підприємець                                                      |
| 13                                                      | Райська Валентина Миколаївна | 06.11.2010            | вища    | позапартійна                                  | Шебутинецька амбулаторія загальної практики — сімейної медицини, акушер    |
| 15                                                      | Матвієвич Лідія Василівна    | 06.11.2010            | середня | позапартійна                                  | приватний підприємець                                                      |
| 16                                                      | Доробан Катерина Іванівна    | 06.11.2010            | вища    | позапартійна                                  | тимчасово не працює                                                        |